# Giacomo Gonzaga
Giacomo Gonzaga (... – 1441) è stato un nobile italiano, terzo signore di Novellara dal 1399 al 1441.

## Biografia
Secondogenito di Guido e di Ginevra Malatesta, alla morte del padre si spartì con il fratello Feltrino la signoria novellarese. A Giacomo toccò Novellara mentre al fratello Bagnolo. Con la conquista da parte di Nicolò III d'Este nel 1409 della città di Reggio, i Gonzaga si videro costretti a fare i conti con un potente vicino. A rendere la situazione ancora più intricata vi era la questione del Canale di Novellara, fondamentale per i commerci della comunità reggiana e controllato dai Gonzaga novellaresi. Nel 1425 Nicolò investì Giacomo della gestione del Canale e delle ville di San Tomaso, Santa Maria e San Giovanni. Seguirono altre liti e scaramucce ma alla fine Giacomo Gonzaga riuscì a mantenere il possesso del suo stato. Nel 1433 gli venne riconosciuto dal Vescovo di Reggio il possesso della zona di Cortenova, possesso che fu ulteriormente confermato con un'investitura nel 1441.

## Discendenza
Giacomo Gonzaga si sposò con Ippolita Pio, figlia di Marco I Pio, signore di Carpi, dalla quale ebbero cinque figli: 
- Francesco (1420 ca. - 1484)
- Giampietro (? - 1455)
- Giorgio (?-1487), sposò Alda Torelli Visconti, figlia di Cristoforo I Torelli di Montechiarugolo[2]
- Riccadonna
- Luigia, sposò Luigi Gonzaga di Filippino dei Nobili Gonzaga.

## Ascendenza
|                         |                      |                           | Genitori                              |  |  | Nonni |  |  | Bisnonni        |  |  | Trisnonni     |  |
|                         |                      |                           |                                       |  |  |       |  |  | Luigi I Gonzaga |  |  | Guido Corradi |  |
|                         |                      |                           |                                       |  |  |       |  |  | Luigi I Gonzaga |  |  | Guido Corradi |  |
|                         |                      | Estrambina di San Martino |                                       |  |  |       |  |  | Luigi I Gonzaga |  |  |               |  |
| Feltrino Gonzaga        |                      |                           |                                       |  |  |       |  |  | Luigi I Gonzaga |  |  |               |  |
|                         |                      | Richilda Ramberti         | Ramberto Ramberti                     |  |  |       |  |  |                 |  |  |               |  |
|                         |                      | Richilda Ramberti         | Ramberto Ramberti                     |  |  |       |  |  |                 |  |  |               |  |
|                         |                      | Richilda Ramberti         | Margherita di Almerico dei Levallongo |  |  |       |  |  |                 |  |  |               |  |
| Guido II Gonzaga        |                      | Richilda Ramberti         |                                       |  |  |       |  |  |                 |  |  |               |  |
|                         |                      | Guido IV da Correggio     | Giberto III da Correggio              |  |  |       |  |  |                 |  |  |               |  |
|                         |                      | Guido IV da Correggio     | Giberto III da Correggio              |  |  |       |  |  |                 |  |  |               |  |
|                         |                      | Guido IV da Correggio     | …                                     |  |  |       |  |  |                 |  |  |               |  |
| Antonia da Correggio    |                      | Guido IV da Correggio     |                                       |  |  |       |  |  |                 |  |  |               |  |
|                         |                      | Guidaccia della Palù      | Jacopo della Palù                     |  |  |       |  |  |                 |  |  |               |  |
|                         |                      | Guidaccia della Palù      | Jacopo della Palù                     |  |  |       |  |  |                 |  |  |               |  |
|                         |                      | Guidaccia della Palù      | …                                     |  |  |       |  |  |                 |  |  |               |  |
| Giacomo Gonzaga         |                      | Guidaccia della Palù      |                                       |  |  |       |  |  |                 |  |  |               |  |
|                         | Pandolfo I Malatesta | Malatesta da Verucchio    |                                       |  |  |       |  |  |                 |  |  |               |  |
|                         | Pandolfo I Malatesta | Malatesta da Verucchio    |                                       |  |  |       |  |  |                 |  |  |               |  |
|                         | Pandolfo I Malatesta | …                         |                                       |  |  |       |  |  |                 |  |  |               |  |
| Malatesta III Malatesta | Pandolfo I Malatesta |                           |                                       |  |  |       |  |  |                 |  |  |               |  |
|                         |                      | Taddea da Rimini          | …                                     |  |  |       |  |  |                 |  |  |               |  |
|                         |                      | Taddea da Rimini          | …                                     |  |  |       |  |  |                 |  |  |               |  |
|                         |                      | Taddea da Rimini          | …                                     |  |  |       |  |  |                 |  |  |               |  |
| Ginevra Malatesta       |                      | Taddea da Rimini          |                                       |  |  |       |  |  |                 |  |  |               |  |
|                         |                      | ...                       | …                                     |  |  |       |  |  |                 |  |  |               |  |
|                         |                      | ...                       | …                                     |  |  |       |  |  |                 |  |  |               |  |
|                         |                      | ...                       | …                                     |  |  |       |  |  |                 |  |  |               |  |
| Costanza Ondedei        |                      | ...                       |                                       |  |  |       |  |  |                 |  |  |               |  |
|                         |                      | ...                       | …                                     |  |  |       |  |  |                 |  |  |               |  |
|                         |                      | ...                       | …                                     |  |  |       |  |  |                 |  |  |               |  |
|                         |                      | ...                       | …                                     |  |  |       |  |  |                 |  |  |               |  |
|                         |                      | ...                       |                                       |  |  |       |  |  |                 |  |  |               |  |